# حصن أشر
حصن أَشِر أو أشَر أو آشر (بالإسبانية: Iznájar)‏، هي إحدى بلديات مقاطعة قرطبة إحدى مقاطعات إسبانيا، و التي تقع في منطقة الأندلس جنوب إسبانيا.
يبلغ عدد سكانها 4.843 نسمة وفقاً لإحصائية سنة (2007).